# Джованні Джаконе
Джованні Джаконе (італ. Giovanni Giacone, нар. 1 грудня 1900, Турин — пом. 1 квітня 1964) — італійський футболіст, що грав на позиції воротаря.
Виступав, зокрема, за «Ювентус» та «Торіно», а також національну збірну Італії.

## Клубна кар'єра
Народився 1 грудня 1900 року в місті Турин. Розпочинав грати у футбол у місцевих клубах «Торінезе» та «Пасторе»
З 1919 року, першого повоєнного чемпіонату Італії, став виступати за команду клубу «Ювентус», в якій провів два сезони, взявши участь у 31 матчі чемпіонату. Відзначався досить високою надійністю, пропускаючи в іграх чемпіонату в середньому менше одного голу за матч.
Протягом 1921—1923 років захищав кольори команди «Торінезе».
Своєю грою за останню команду привернув увагу представників тренерського штабу клубу «Торіно», до складу якого приєднався 1923 року. Відіграв за туринську команду наступний сезон своєї ігрової кар'єри.
Завершив професійну ігрову кар'єру у клубі «Пасторе», за команду якого виступав протягом 1924—1925 років.

## Виступи за збірну
Джованні Джаконія став першим гравцем, який представляв «Ювентус» у складі національної збірної Італії. 28 березня 1920 року він зіграв у товариському матчі проти збірної Швейцарії (0:3). До того майже 10 років у Скуадрі Адзуррі не було представника «Юве» (перший матч у своїй історії італійці зіграли 15 травня 1910 року).
У серпні того ж року у складі збірної був учасником футбольного турніру на Олімпійських іграх 1920 року в Антверпені, де зіграв у двох матчах і пропустив чотири голи. Після турніру за збірну бульше не грав.
Всього протягом кар'єри у національній команді провів у формі головної команди країни 4 матчі, пропустивши 8 голів.
Помер 1 квітня 1964 року на 64-му році життя.
| Дата       | Місто     | Господарі | Результат | Гості      | Турнір           | Голи | Примітки |
| ---------- | --------- | --------- | --------- | ---------- | ---------------- | ---- | -------- |
| 28/03/1920 | Берн      | Швейцарія | 3 – 0     | Італія     | товариський матч | -3   |          |
| 13/05/1920 | Генуя     | Італія    | 1 – 1     | Нідерланди | товариський матч | -1   |          |
| 28/08/1920 | Гент      | Італія    | 2 – 1     | Єгипет     | ОІ 1920          | -1   |          |
| 29/08/1920 | Антверпен | Італія    | 1 – 3     | Франція    | ОІ 1920          | -3   |          |
| Усього     |           | Матчів    | 4         |            | Голів            | -8   |          |